# Майцборн
Майцборн (нем. Maitzborn) — община в Германии, в земле Рейнланд-Пфальц. 
Входит в состав района Рейн-Хунсрюк. Подчиняется управлению Кирхберг.  Население составляет 114 человек (на 31 декабря 2010 года). Занимает площадь 3,15 км².